# ニューヨーク市地下鉄T系統
ニューヨーク市地下鉄T系統（ニューヨークしちかてつTけいとう）はニューヨーク市地下鉄Bディビジョンにおいて運行が予定されている系統である。2番街線各駅停車 (Second Avenue Local) とも呼ばれ、その名の通りIND2番街線を走行する予定で系統カラーは2番街線ラインカラーと同じターコイズブルーとなる。
2番街線は建設途中で建設の第一段階として2017年1月に完成した63丁目駅 - 96丁目駅間のみの運行に留まっている。しかし、同区間を運行中の系統はN系統とQ系統、R系統のみでありT系統は72丁目駅からハウストン・ストリート駅までの建設3段階目の区間が開通する際に運行を開始する予定である。
なお、本項目では1916年6月24日から1968年まで運行されていたBMTウェスト・エンド線のT系統およびTT系統についても解説する。

## ウェスト・エンド線T系統
ニューヨークの地下鉄においてT系統という系統名はBMTウェスト・エンド線を走行していた列車に対して付けられていた。このBMTのT系統は1916年6月24日に運行が開始され、運行区間はBMTウェスト・エンド線18番街駅 - ナッソー・ストリートループ線 - BMTナッソー・ストリート線チェンバーズ・ストリート駅間であった。なお1ヶ月後の1916年7月29日にウェスト・エンド線側の終点が25番街駅へと延長されている。
1年後の1917年9月4日、BMTの新線であるブロードウェイ線の建設第一段階目の区間が開業しT系統は14丁目-ユニオン・スクエア駅へ向かった。先述のチェンバーズ・ストリート駅行きの列車は途中経由するナッソー・ストリートループ線の建設途中の区間が開通するまで運休されていたと言われている。1918年1月15日にはブロードウェイ線の延伸に伴い運行区間をタイムズ・スクエア駅へ延長、1919年7月10日には57丁目-7番街駅への一部時間帯のみの延長運転が開始された。
ナッソー・ストリートループ線は1931年5月31日に全区間が開通、平日の午前と午後および土曜日の午前にベイ・パークウェイ駅もしくは62丁目駅 - モンタギュー・ストリート・トンネル - チェンバーズ・ストリート駅、チェンバーズ・ストリート駅 - マンハッタン橋南線 - 62丁目駅もしくはベイ・パークウェイ駅間で列車の運行が開始された。
1950年6月24日、土曜日の普通チェンバーズ・ストリート駅行きを廃止。1957年5月2日には全ての急行が57丁目駅行きとなる。1957年10月24日には深夜帯のチェンバーズ・ストリート駅発の各駅停車がモンタギュー・ストリート・トンネルを経由しコニー・アイランド駅に向かった。1959年5月28日にはコニー・アイランド駅へと延長された各駅停車に取って代わられた急行列車が廃止された。この時点でチェンバーズ・ストリート駅発着の各駅停車はモンタギュー・ストリート・トンネルを経由するようになった。
1961年夏、BMTはR27電車の運転開始と共に列車に対し系統名を付与しこの区間を走行する急行列車にはT系統、各駅停車にはTT系統の系統名が与えられた。1961年1月1日にラッシュ時のT系統はアストリア駅へと延長運転が開始、1962年4月2日までは土曜日の全ての列車もアストリア駅へと向かっていた。TT系統はコニー・アイランド駅 - チェンバーズ・ストリート駅間の運転であったが1961年1月1日の列車のみベイ・パークウェイ駅 - チェンバーズ・ストリート駅間の運転であった。1962年4月2日以降T系統は平日夕方と土曜終日57丁目駅に、TT系統は夜間と日曜終日に36丁目駅へと延長された。1967年11月26日にT系統は廃止されたがTT系統は1968年まで運行され、最終的にIND6番街線のB系統に置き換えられる形で廃止となった。
ニューヨーク市地下鉄の一部路線が経由するマンハッタン橋が一部期間閉鎖され、その期間中T系統のルートを通る列車が運行されたがT系統ではなくB系統として運行された。マンハッタン橋の閉鎖されていた1986年4月26日から1988年11月12日の間旧T系統のサービスがほぼ完全に再現され、ラッシュ時にはアストリア駅へ、夜間および週末には57丁目駅へと延長運転された。また、平日午前中の列車はクイーンズボロ・プラザ駅へ向かった。TT系統のルートはM系統がBMTブライトン線経由ベイ・パークウェイ駅行きからBMTウェスト・エンド線経由に経路変更された際に再現された。2001年7月22日のマンハッタン橋北線閉鎖以降B系統はBMTブロードウェイ線経由のW系統に置き換えられ、2004年まで旧T系統のルートを運行していた。T系統のラベルはR32電車とR38電車の種別幕に白の円に黒文字で書かれている。また、T系統はブロードウェイ線、6番街線、ナッソー・ストリート線経由でウェスト・エンド線を走行する列車に与えられている系統名であるため今後利用されることを考えR44電車とR46電車側面種別幕にもT系統の案内が搭載されている。

## 地下鉄2番街線T系統
2000年代初頭の地下鉄2番街線の計画期間中にMTAは以下の事柄からTの文字を冠した2番街線の全区間を走破する列車を運行することを決定した。
- 他路線で使われていない系統名の内アルファベットのOとIはアラビア数字の0と1と混同しやすい[6][7]。
- K系統は1880年代後半までIND8番街線およびBMTジャマイカ線の列車の系統として用いられていたため使用するのが好まれない[6]。
- H系統はロッカウェイ・パーク・シャトルの社内での呼称となっているため使用不可能[6]。
- P系統、U系統、Y系統は一般的な単語との混同が起きやすい[7]。

T系統のカラーはかつてJFKエクスプレスでも使用されていたターコイズブルー（ウェブカラー：#00ADD0）を採用した。ターコイズは2011年に「年の色」として選ばれたほか、カラーを決定した2000年当時は非常に高級な色とされていた。

### 計画された運行パターン
初期の計画通りT系統は以下の様に2番街線内完結で1地区内しか走らない列車となっている。
| 路線       | 起点      | 終点                               | 線路 |
| ---------- | --------- | ---------------------------------- | ---- |
| IND2番街線 | 125丁目駅 | ハウストン・ストリート駅 (3段階目) | 全線 |
| IND2番街線 | 125丁目駅 | ハノーバー・スクエア駅 (4段階目)   | 全線 |

2番街線建設3段階目が終了するとまずT系統は125丁目駅からハウストン・ストリート駅までの間で運行を開始する。そして建設4段階目が終了すると終点をハノーバー・スクエア駅へと変更し全線を結ぶこととなる。T系統はラッシュ時に毎時14本程度の本数を運行する予定とされている。
T系統の運行が開始されるとニューヨーク市地下鉄内においてシャトル以外で唯一1地区内で完結する列車となる。

### 停車予定駅一覧
| 凡例                                    | 凡例                                    |
| --------------------------------------- | --------------------------------------- |
| Stops all times                         | 終日停車                                |
| Stops all times except late nights      | 深夜を除き終日停車                      |
| Stops late nights only                  | 深夜のみ停車                            |
| Stops weekdays only                     | 平日のみ停車                            |
| Stops rush hours only                   | ラッシュ時のみ停車                      |
| Station closed                          | 休止または廃止                          |
| Stops rush hours in peak direction only | ラッシュ時/平日ラッシュ混雑方向のみ停車 |
| 時間帯詳細                              |                                         |

| 駅名                     | バリアフリー・アクセス | 建設段階 | 乗換 | 備考                                 |
| ------------------------ | ---------------------- | -------- | --- | ------------------------------------ |
| マンハッタン             |                        |          | |                                      |
| 建設2段階目区間          |                        |          | |                                      |
| 125丁目駅                | バリアフリー・アクセス | 2段階目  | Q 4 5 6 <6> (IRTレキシントン・アベニュー線) ラガーディア空港行きM60バス ハーレム125丁目駅乗換 (メトロノース鉄道)                                                          | T系統北側終点駅                      |
| 116丁目駅                | バリアフリー・アクセス | 2段階目  | Q |                                      |
| 106丁目駅 (IND2番街線)   | バリアフリー・アクセス | 2段階目  | Q |                                      |
| 建設1段階目区間          |                        |          | |                                      |
| 96丁目駅                 | バリアフリー・アクセス | 1段階目  | N Q R |                                      |
| 86丁目駅                 | バリアフリー・アクセス | 1段階目  | N Q R |                                      |
| 72丁目駅                 | バリアフリー・アクセス | 1段階目  | N Q R |                                      |
| 建設3段階目区間          |                        |          | |                                      |
| 55丁目駅                 | バリアフリー・アクセス | 3段階目  | E M (INDクイーンズ・ブールバード線) レキシントン・アベニュー-53丁目駅乗換 4 6 <6> (IRTレキシントン・アベニュー線) 51丁目駅乗換                                            |                                      |
| 42丁目駅                 | バリアフリー・アクセス | 3段階目  | 7 <7> (IRTフラッシング線) S (IRT42丁目シャトル) 4 5 6 <6> (IRTレキシントン・アベニュー線) グランド・セントラル-42丁目駅乗換 グランド・セントラル駅乗換 (メトロノース鉄道) |                                      |
| 34丁目駅                 | バリアフリー・アクセス | 3段階目  | M34、M34Aバス |                                      |
| 23丁目駅                 | バリアフリー・アクセス | 3段階目  | M23バス |                                      |
| 14丁目駅                 | バリアフリー・アクセス | 3段階目  | L (BMTカナーシー線) 3番街駅乗換 |                                      |
| ハウストン・ストリート駅 | バリアフリー・アクセス | 3段階目  | F <F> (IND6番街線) 2番街駅乗換 | 建設3段階目終了時のT系統南側終点駅   |
| 建設4段階目区間          |                        |          | |                                      |
| グランド・ストリート駅   | バリアフリー・アクセス | 4段階目  | B D (IND6番街線) |                                      |
| チャタム・スクエア駅     | バリアフリー・アクセス | 4段階目  | |                                      |
| シーポート駅             | バリアフリー・アクセス | 4段階目  | |                                      |
| ハノーバー・スクエア駅   | バリアフリー・アクセス | 4段階目  | | 建設4段階目終了以降のT系統南側終点駅 |